# William Bullock (Erfinder)

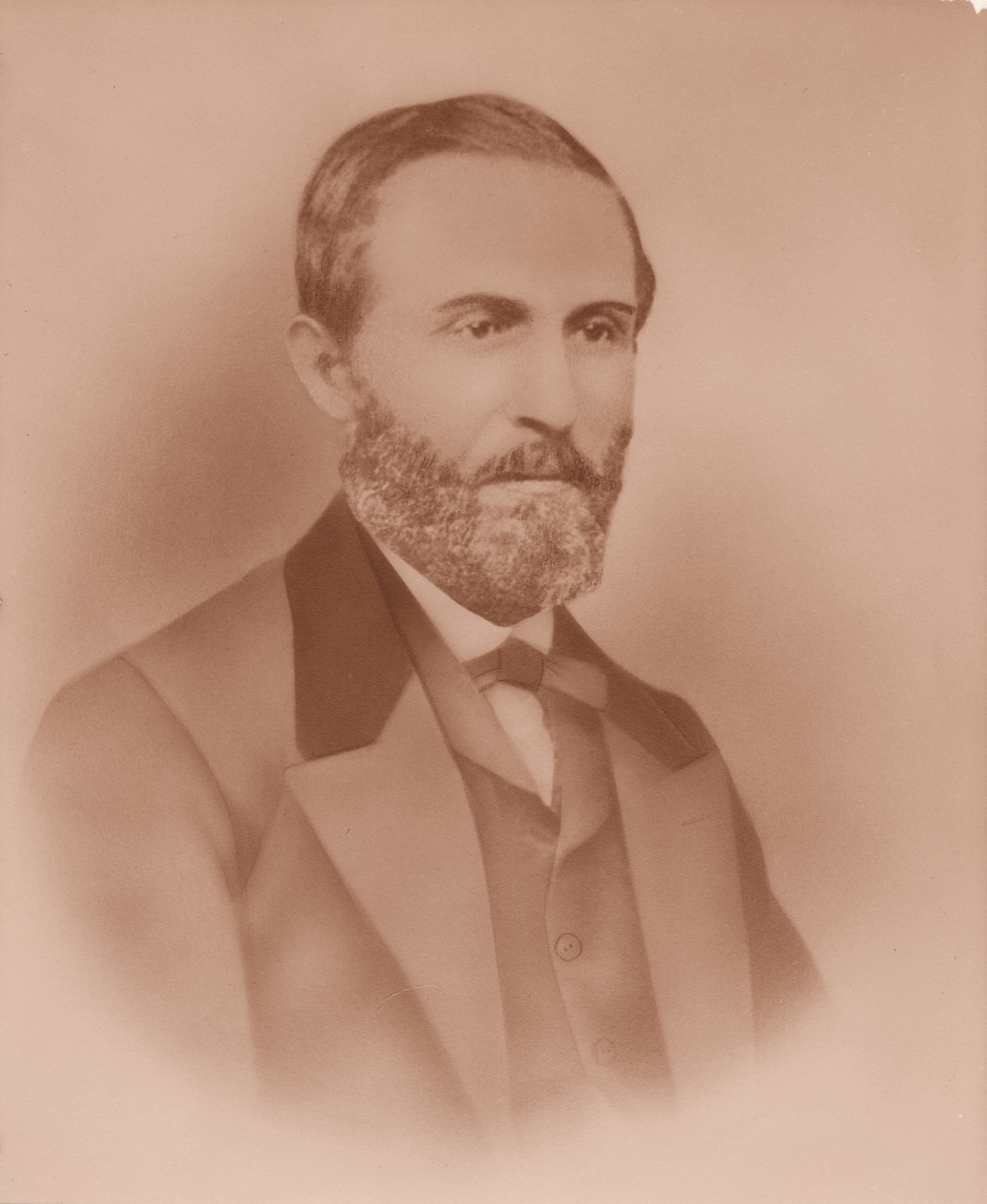
William Bullock

William Bullock (* 1813 in Greenville, New York; † 12. April 1867) war ein amerikanischer Erfinder. Seine verbesserte Rollen-Rotationsdruckmaschine revolutionierte mit ihrer hohen Geschwindigkeit und Effizienz die Druckindustrie.

## Leben
William Bullock wurde 1813 in Greenville (New York) geboren. Zusammen mit seinem Bruder, der ihn nach dem Tod der Eltern aufzog, arbeitete er unter anderem als Mechaniker und Eisengießer. Als begeisterter Leser erwarb Bullock autodidaktisch umfangreiche Kenntnisse der Mechanik und Technik. Nach verschiedenen Erfindungen (unter anderem einer Baumwoll- und Heupresse sowie einer Sämaschine) konstruierte er ab 1853 eine handbetriebene Druckpresse mit automatischer Papierzufuhr.
Ab 1860 perfektionierte William Bullock die von Richard March Hoe entwickelte Rotationsdruckmaschine durch Anbindung einer Rollenpapierzufuhr. Voraussetzung war die Erfindung endlosen Papiers – also einer Papierbahn von einer Rolle – im Jahr 1858 durch Alois Ritter Auer von Welsbach, seit 1841 Direktor der Hof- und Staatsdruckerei zu Wien. Am 14. April 1863 erhielt Bullock für diese Konstruktion ein Patent.
1865 lief die erste Rotationsmaschine Bullocks beim Philadelphia Public Ledger an. Amerikanische Zeitungen feierten sie als die „einfachste und solideste Maschine, die je Papier bedruckt hat“. Das von der Rolle laufende Papier wurde zuerst auf der Vorderseite, dann von einem zweiten Zylinder auf der Rückseite bedruckt, abgetrennt und dem Ausleger zugeführt. Die Stundenleistung lag bei 12.000 beiderseits bedruckten Bogen einer achtseitigen Zeitung.
William Bullock starb durch einen Unfall an seiner eigenen Erfindung: Am 3. April 1867 versuchte er bei der Einrichtung einer seiner neuen Druckmaschinen beim Philadelphia Public Ledger mit einem Tritt einen Antriebsriemen auf ein Antriebsrad zu bringen. Dabei geriet sein Bein in die Maschine und wurde gebrochen. Nach ein paar Tagen bildeten sich Gangräne. Am 12. April 1867 starb Bullock bei einer Operation zur Amputation des Beines.